# Stereonephthya crystallina
Stereonephthya crystallina is een zachte koraalsoort uit de familie Alcyoniidae. De koraalsoort komt uit het geslacht Stereonephthya. Stereonephthya crystallina werd in 1905 voor het eerst wetenschappelijk beschreven door Kükenthal. 